# Архангеловка (Александровский район)
Архангеловка — село в Александровском районе Оренбургской области России. Входит в состав Добринского сельсовета.

## География
Село находится в западной части Оренбургской области, в пределах предуральской сильноволнистой возвышенности Общего Сырта, на левом берегу реки Верхний Биткул, вблизи места впадения в неё реки Мокринки, на расстоянии примерно 25 километров (по прямой) к юго-востоку от села Александровки, административного центра района. Абсолютная высота — 207 метров над уровнем моря.
Климат
Климат характеризуется как резко континентальный, засушливый, с холодной малоснежной зимой и жарким летом. Средняя температура воздуха самого тёплого месяца (июля) — 20 °C (абсолютный максимум — 38 °С); самого холодного (января) — −15 °C (абсолютный минимум — −42 °С). Безморозный период длится около 150 дней в году. Снежный покров держится в среднем около 145—150 дней в году.
Часовой пояс
Село Архангеловка, как и вся Оренбургская область, находится в часовой зоне МСК+2. Смещение применяемого времени относительно UTC составляет +5:00.

## Население
| 2010 |
| ---- |
| 0    |

## Улицы
Уличная сеть села состоит из одной улицы (ул. Нагорная).